# Чиринкотан
Чиринкотан — безлюдний острів північної групи Великої гряди Курильських островів. Адміністративно входить до Північно-Курильського міського округу Сахалінської області Росії.
За 29 км на схід від Чиринкотана лежить острів Екарма.
Острів Чиринкотан являє собою надводну частину діючого вулкана Чиринкотана (724 м) і має майже квадратну форму зі стороною близько 3,7 км.
Ґрунтовий покрив нерозвинений, але є окремі кущі вільхи і великий пташиний базар.